# Гарбург (район)
Гарбург (нім. Harburg) — район у Німеччині, у складі федеральної землі Нижня Саксонія. Адміністративний центр — місто Вінзен.

## Населення
Населення району становить 257 548 осіб (станом на 31 грудня 2021).

## Адміністративний поділ
Район складається з 36 громад (нім. Einheitsgemeinden), об'єднаних у 6 об'єднань громад (нім. Samtgemeinden), а також двох самостійних міст і 4 самостійних громад.
Дані про населення наведені станом на 31 грудня 2021. Зірочками (*) позначені центри об'єднань громад.
Самостійні міста/громади:
1. Бухгольц-ін-дер-Нордгайде (місто) (40164)
2. Вінзен (місто) (35630)
3. Зеветаль (41931)
4. Ной-Вульмсторф (21748)
5. Розенгартен (13627)
6. Штелле (11402)

| 1. Ельбмарш (13079) 1. Драге (4237) 2. Маршахт * (3993) 3. Теспе (4849) 2. Ганштедт (15305) 1. Азендорф (2082) 2. Бракель (1957) 3. Ганштедт * (6053) 4. Егесторф (2720) 5. Марксен (1434) 6. Ундело (1059) 3. Голленштедт (11932) 1. Аппель (2015) 2. Венцендорф (1473) 3. Гальфесбостель (745) 4. Голленштедт * (3807) 5. Дрештедт (790) 6. Мойсбург (2027) 7. Регесбостель (1075) | 4. Єстебург (11056) 1. Бендесторф (2308) 2. Гармсторф (825) 3. Єстебург * (7923) 5. Зальцгаузен (14542) 1. Аєндорф (1212) 2. Вульфзен (1715) 3. Гарльсторф (1185) 4. Гарштедт (1430) 5. Геденсторф (1029) 6. Зальцгаузен * (4865) 7. Топпенштедт (2181) 8. Фіргефен (925) 6. Тоштедт (27132) 1. Велле (1214) 2. Віштедт (1753) 3. Гайденау (2304) 4. Гандело (2540) 5. Дорен (1248) 6. Какенсторф (1488) 7. Кенігсмор (608) 8. Оттер (1771) 9. Тоштедт * (14206) |